# Arenasella dulcis
Arenasella dulcis är en insektsart som först beskrevs av Gerstaecker 1895.  Arenasella dulcis ingår i släktet Arenasella och familjen Tropiduchidae. Inga underarter finns listade i Catalogue of Life.